# Jack Micheline
Jack Micheline, rodným jménem Harold Martin Silver, (6. listopadu 1929 Bronx – 27. února 1998 San Francisco) byl americký básník a malíř. Narodil se v Bronxu v New Yorku do rodiny ruského a rumunského původu. Svůj pseudonym si zvolil podle spisovatele Jacka Londona a rodného příjmení své matky. Svou první sbírku vydal v roce 1957 pod názvem River of Red Wine; předmluvu mu k ní napsal Jack Kerouac. V šedesátých letech se usadil v San Franciscu, kde prožil většinu zbytku svého života. Zemřel na infarkt myokardu při cestě vlakem ze San Francisca do Orindy ve věku 68 let.
V češtině vyšlo dvanáct jeho básní (v překladu Luboše Snížka) v knize Cafe Babar – 20 současných sanfranciských básníků (Maťa, 2004).